# Battaglia di Saint-Raphaël
La battaglia di Saint-Raphaël fu un episodio della rivoluzione haitiana.

## La battaglia
Toussaint, dopo la battaglia di Saint-Marc, tornò a Saint-Raphaël e Saint-Michel che erano occupate dalle forze di Jean-François. Dopo due giorni di combattimento, i due borghi vennero catturati dai repubblicani francesi e gli spagnoli dovettero abbandonarli.
Da Saint-Michel, il 21 ottobre, Toussaint scrisse al generale Lavaux :